# Duck Dodgers in the 24½th Century
Duck Dodgers in the 24½th Century es un cortometraje animado de Looney Tunes estrenado el 25 de julio de 1953, protagonizado por el Pato Lucas como el héroe especial Duck Dodgers, Porky como su asistente, y Marvin El Marciano como su oponente. Marvin El Marciano tuvo su primera aparición bajo el nombre de Commander X2 en Haredevil Hare (1948) interpretando a un enemigo de Bugs Bunny, pero esta fue su primera aparición en algún dibujo animado de Duck Dodgers. 
El 2004, estuvo nominado en forma retrospectiva a un premio Hugo en la categoría de mejor representación dramática. Esta producción  es una clara parodia que basó su nombre en las historietas y películas del personaje Buck Rogers.

## Créditos
Dirigido por Chuck Jones (aparece en los créditos como Charles M. Jones), historia por Michael Maltese, voces por Mel Blanc, y música por Carl Stalling.

## Argumento
Duck Dodgers debe buscar un raro elemento llamado Illudium Phosdex, el cual puede ser encontrado solamente en el "Planeta X". Porky, asistente de Dodgers le sugiere seguir una secuencia de planetas que están ordenados alfabéticamente para encontrar lo que buscan. Cuando Dodgers está reclamando el planeta en nombre de la Tierra, Marvin El Marciano aterriza y lo hace en el nombre de Marte. El conflicto se produce cuando los dos personajes deben librarse del otro.
Al final del cortometraje, Dodgers consigue reclamar el planeta en nombre de la Tierra, pero debido a los ataques entre él y Marvin, queda reducido a una pequeña roca flotante. En respuesta a la eufórica celebración de Dodgers al ganar el planeta, Porky agrega "G-G-Gran cosa".
Duck Dodgers regresa en un segundo cortometraje llamado "Duck Dodgers and the Return of the 24½th Century.

## Secuelas
- Duck Dodgers and the Return of the 24½th Century (1980).
- Marvin the Martian in the Third Dimension (1996), cortometraje en 3D.
- Attack of the Drones (2003).